# ميتش هور
ميتشل سكوت هور (بالإنجليزية: Mitch Hewer)‏  ولد في (1 يوليو 1989), في بريستول، إنجلترا, هو ممثل البريطاني، ومثل بدور ماكسي أوليفر, في المسلسل التلفزيوني، بشرات (مسلسل) .